# Arebius elysianus
Arebius elysianus är en mångfotingart som beskrevs av Chamberlin 1916. Arebius elysianus ingår i släktet Arebius och familjen stenkrypare. Inga underarter finns listade i Catalogue of Life.